# Las maldiciones
Las maldiciones es una próxima miniserie de televisión por internet de suspenso político argentina producida por Oficina Burman y Cimarrón para Netflix. Se trata de una adaptación de la novela homónima de Claudia Piñeiro. La trama sigue a un gobernador que sufre el secuestro de su hija llevado a cabo por uno de sus hombres de confianza. Estará protagonizada por Leonardo Sbaraglia, Gustavo Bassani, Alejandra Flechner, Mónica Antonópulos y Francesca Varela. La serie se estrenará el 12 de septiembre de 2025.

## Sinopsis
La historia sigue a Fernando Rovira, un ambicioso gobernador del norte argentino intenta impulsar una ley para su beneficio propio, sin embargo, a pocos días de su aprobación sus planes se ven frustrados cuando su secretario privado es el responsable del secuestro de su hija pequeña. A partir de esto, Fernando se verá acorralado y presionado a elegir entre su poder político y el amor por su propia sangre.

## Elenco
- Leonardo Sbaraglia como Fernando Rovira
- Gustavo Bassani como Román Sabaté
- Alejandra Flechner como Irene
- Mónica Antonópulos como Lucrecia Bonara
- Francesca Varela como Zoe Rovira
- Emiliano Kaczka como Rogelio
- Osmar Núñez
- César Bordón
- Pablo Isasmendi
- Roberto Suárez

## Producción
La serie fue creada por Daniel Burman y desarrollada por las productoras Oficina Burman y Cimarrón pertenecientes a la compañía The Mediapro Studio. En mayo de 2024, se informó que Netflix había comprado los derechos de la novela Las maldiciones de Claudia Piñeiro para realizar una serie limitada de tres episodios. Para el proyecto, se anunció que Burman y Martín Hodara dirigirían la serie y coescribirían el guion junto a Natacha Caravia, Andrés Gelós y Pablo Gelós. El 9 de agosto de 2024, Netflix confirmó que las grabaciones habían concluido en la provincia de Jujuy.